# روبرتو مارينيو
روبرتو مارينيو (بالبرتغالية: Roberto Marinho) هو صحفي وشخصية أعمال برازيلي، ولد في 3 ديسمبر 1904 في ريو دي جانيرو في البرازيل، وتوفي بنفس المكان في 6 أغسطس 2003 بسبب سرطان الرئة.